# Sherlock Holmes
Sherlock Holmes (pronunciado en inglés /ˈʃɜːlɒk həʊmz/) es un detective privado de ficción creado en 1887 por el escritor británico Arthur Conan Doyle. Es un personaje inglés de finales del siglo XIX que destaca por su inteligencia, su hábil uso de la observación y el razonamiento deductivo para resolver casos difíciles. Es protagonista de una serie de cuatro novelas y cincuenta y seis relatos de ficción, que componen el «canon holmesiano», publicados en su mayoría por The Strand Magazine.
Sherlock Holmes es el arquetipo de investigador cerebral por excelencia e influyó en gran medida en la ficción detectivesca posterior a su aparición. Aunque se considera a Auguste Dupin, creado por Edgar Allan Poe, como un personaje predecesor muy similar, la genialidad excéntrica de este no alcanzó la enorme popularidad que Holmes y su autor alcanzaron en vida de este.

## Descripción

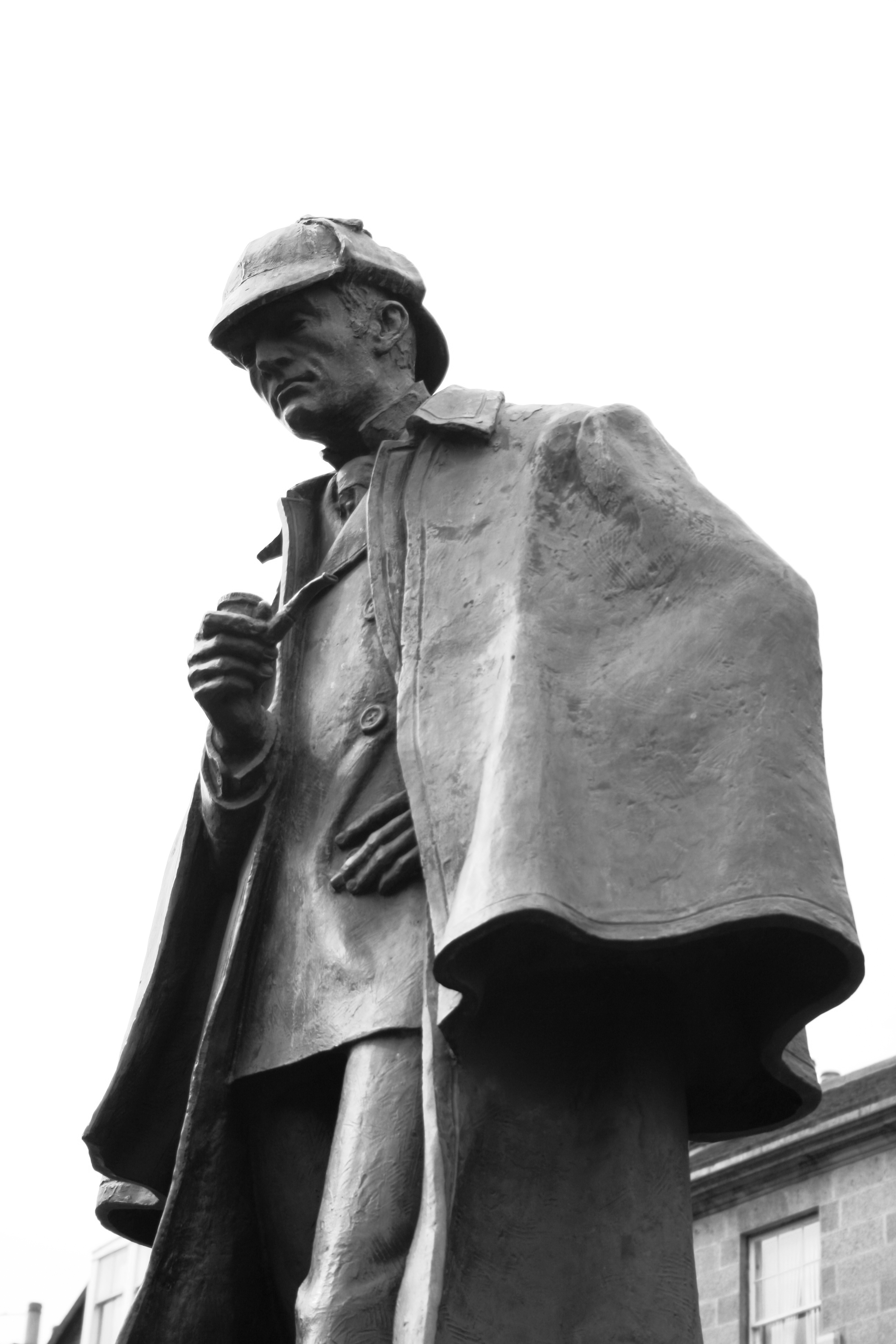
Estatua de Sherlock Holmes en Picardy Place en Edimburgo, lugar de nacimiento de Doyle.

Sherlock Holmes, a quien en un principio Doyle tenía previsto llamar Sherrinford, es un detective asesor, alto, delgado, frío, irónico, ingenioso e intelectualmente inquieto. Su compañero, amigo y cronista el Dr. Watson, con quien nunca llega a tutearse (se llaman por el apellido), lo describe físicamente del siguiente modo al poco de conocerse: 

Su estatura sobrepasaba los seis pies, y era tan extraordinariamente enjuto, que producía la impresión de ser aún más alto. Tenía la mirada aguda y penetrante, [...] y su nariz, fina y aguileña, daba al conjunto de sus facciones un aire de viveza y de resolución.
Estudio en escarlata.

 En ocasiones resulta un tanto brusco, pero es cortés con las mujeres a pesar de que desconfía de ellas. El Dr. Watson resalta en uno de sus casos la presencia de una bella dama llamada Irene Adler, que chantajea al rey de Bohemia (en las obras de Sherlock Holmes se ve una geopolítica paralela, se nombran reyes, como el de Escandinavia u otros...), la cual es considerada siempre por Sherlock como «la Mujer». A sus ojos, ella rivaliza con él mismo en inteligencia, como demuestra en una de sus aventuras.

Y así fue como se evitó un gran escándalo que pudo haber afectado al reino de Bohemia, y cómo los planes más perfectos de Sherlock Holmes se vieron derrotados por el ingenio de una mujer. Él solía hacer bromas acerca de la inteligencia de las mujeres, pero últimamente no le he oído hacerlo. Y cuando habla de Irene Adler o menciona su fotografía, es siempre con el honroso título de «la» mujer.
Escándalo en Bohemia. 

No es muy ordenado en la rutina cotidiana, es muy habilidoso disfrazándose, fuma en pipa, le gustan las galletas, toca el violín con maestría (un Stradivarius, a menudo a horas poco adecuadas), es un experto apicultor, excelente boxeador, tiene un gran conocimiento científico, en especial en química, y, cuando se aburre por falta de los retos intelectuales que suponen sus casos, consume cocaína en una solución al siete por ciento (esto solo se menciona en el libro El signo de los cuatro, publicado en 1890), la cual deja gracias a la insistencia de Watson, con quien vive hasta finales del siglo XIX en el número 221B de la calle Baker, en Londres.
El primer caso en el que Sherlock interviene de joven, según le cuenta a Watson, es en la aventura de «La corbeta Gloria Scott» (1893), en la cual ayuda a un amigo a descifrar un mensaje codificado.
Doyle basó el método deductivo de su personaje en el proceder de uno de sus profesores en el Edinburgh Royal Infirmary, donde estudió medicina, Joseph Bell, precursor de la medicina forense.
Aunque muchos han negado esta opción, el escritor basó su descripción de Holmes en un antiguo amigo de la facultad, llamado Sherrinford, el cual llegó a formar parte de Scotland Yard, aproximadamente hacia 1844, y gran amigo y aliado de Conan Doyle y cuyas descripciones de vivencias policíacas inspiraron muchas de sus obras.

## Biografía
Ateniéndonos a las pautas de textos de Doyle, Sherlock Holmes nació en 1854.[cita requerida] Su padre era un hacendado inglés y su madre descendía de una estirpe de pintores franceses, entre ellos el ilustre Vernet, hermano de su abuela. Tiene dos hermanos: el primero es Mycroft, del cual Sherlock siempre ha dicho que es más listo que él pero que "no posee ninguna ambición ni energía"; lo que Sherlock entiende como un oficio -deducir cosas a partir de minúsculos detalles- Mycroft lo ve como un simple pasatiempo. Trabaja como coordinador general e informador interno de los asuntos del gobierno británico y es miembro ilustre del Club Diógenes. El segundo se llama Sherrinford, y es el mayor de los tres, aunque rara vez es mencionado y conocemos muy poco de él, aunque muchos expertos han confirmado su existencia dado que es muy probable que, dada la época, el primogénito se llamara igual que el padre: Sherrinford.
Sherlock Holmes parece haber sido estudiante en la universidad, seguramente de las de Oxford o Cambridge donde cursaría algunas asignaturas de música y musicología,frenologia - algo con lo que no estaba del todo de acuerdo -preludio a lo que sería en el futuro la psiquiatría forense y el psicoanálisis, botánica, paleontología, esgrima, boxeo, barijutsu, jiujitsu, interpretación, literatura, idiomas, lenguas clásicas orientales, medicina, derecho, pero sobre todo, química. También es en la universidad donde comienza alguna labor como detective («La corbeta Gloria Scott») y donde comienza su faceta de actor, uniéndose al grupo universitario de teatro, hecho que le será muy útil a la hora interpretar los papeles que adopta al disfrazarse en algunos de sus casos. Tras realizar sus estudios se aloja cerca del Museo Británico para poder estudiar las ciencias necesarias para el desarrollo de su carrera posterior. Conoce a Watson en 1881, en el laboratorio del hospital Saint Bartholomew por un conocido en común con el objeto de compartir el piso del 221B de Baker Street. Rehúsa el título de caballero (sir), pero acepta la Legión de honor de forma totalmente discreta.
Su gran enemigo, también de extraordinarias facultades intelectuales, es el profesor Moriarty, quien llegó a acabar aparentemente con la vida del eminente detective en la cascada de Reichenbach, Suiza (El problema final). Doyle tuvo que optar por resucitar a su héroe cuando miles de lectores protestaron llevando crespones negros en el sombrero en señal de luto. Sherlock Holmes reaparece en el caso La casa vacía (El regreso de Sherlock Holmes, 1903) explicando los motivos de su ausencia. Este interludio de tres años entre la aparente muerte de Sherlock Holmes y su reaparición es conocido como El Gran Hiato, tiempo literario que ha permitido a algunos autores de pastiches dar rienda suelta a la imaginación y permitirse ciertas licencias poéticas tales como: la desintoxicación de Holmes a la cocaína gracias al psicoanalista Sigmund Freud o el posible matrimonio del detective consultor con su supuesta amada Irene Adler. Pero son obras que se salen del canon holmesiano, por lo que son «extraoficiales».
Tras una carrera de veintitrés años, de los que Watson compartió diecisiete con él, Holmes se retiró a Sussex, donde se dedicó a estudiar filosofía y a la apicultura, y llegó a escribir un libro titulado Manual de apicultura, con algunas observaciones sobre la separación de la reina, y también, casi casualmente, resolvió uno de sus casos más complicados: La aventura de la melena del león (1907). Posteriormente a su jubilación como detective se dedicó dos años a preparar concienzudamente una importante acción de contraespionaje poco antes del inicio de la Primera Guerra Mundial. Nada más consta sobre él a partir de 1914.

## Conocimientos y habilidades

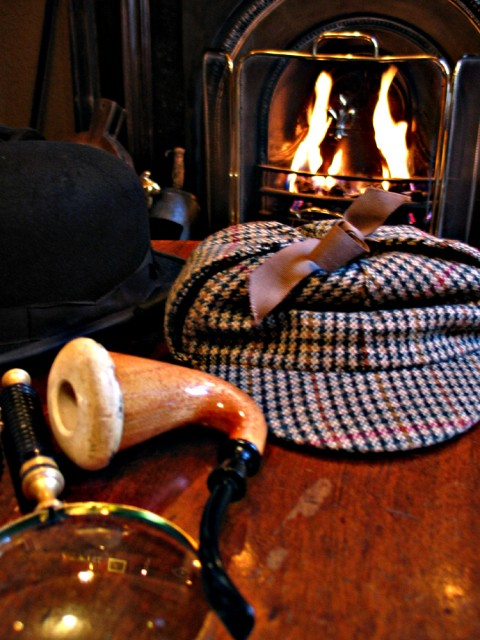
Clásico atuendo de Sherlock Holmes: una pipa, una lupa y la gorra deerstalker.

En la primera historia, Estudio en escarlata, se brinda un cierto trasfondo de Holmes. A principios de 1881, se presenta como un estudiante independiente de química con una variedad de intereses muy curiosa, casi toda la cual le sirve en la resolución de crímenes. En una de las primeras historias, «La corbeta Gloria Scott», el padre de un amigo del colegio lo felicita por sus habilidades deductivas y el propio Holmes explica que ello fue una de las razones por la que se convirtió en detective. 

— Mr. Holmes, but it seems to me that all the detectives of fact and of fancy would be children in your hands. That's your line of life, sir, and you may take the word of a man who has seen something of the world.
— And that recommendation, with the exaggerated estimate of my ability with which he prefaced it, was, if you will believe me, Watson, the very first thing which ever made me feel that a profession might be made out of what had up to that time been the merest hobby.
— Sr. Holmes, pero me parece que todos los detectives de realidad o de ficción no serían más que niños en sus manos. Esa es su línea de trabajo, señor, y puede creer en la palabra de un hombre que ha visto algo de mundo.
— Y esa recomendación, con la exagerada estimación de mis facultades que la precedió, fue, puede creerme, Watson, lo primero que me permitió ver que una profesión podía surgir de lo que hasta entonces yo veía como una mera afición.
La corbeta Gloria Scott.

 Holmes siempre usó métodos científicos y se centra en los métodos de la lógica y los poderes de observación y deducción. Es un personaje excéntrico y siempre sigue siendo objetivo. Él solo nos revela las cosas poco a poco.
En Estudio en escarlata, Watson se muestra sorprendido del desconocimiento que tiene Holmes de la teoría heliocéntrica demostrada por Nicolás Copérnico en el siglo XVI: 

Sin embargo, mi sorpresa alcanzó el punto culminante al descubrir de manera casual que desconocía la teoría de Copérnico y la composición del sistema solar. Me resultó tan extraordinario el que en nuestro siglo XIX hubiese una persona civilizada que ignorase que la Tierra gira alrededor del Sol, que me costó trabajo darlo por bueno.
Estudio en escarlata.

Más aún cuando, justo después, Sherlock Holmes le asegura que «ahora que lo sabe, intentará olvidarlo», aludiendo a que el cerebro es limitado en cuanto a la capacidad de información que puede retener, y que por ello «es de mayor importancia que los datos inútiles no desplacen a los útiles». A raíz de esto, el doctor Watson decide evaluar las habilidades de Holmes, calificándolas de este modo:
1. Literatura. — Sensacionalista. (Sin embargo en "El signo de los cuatro" cita a Goethe y a La Rochefoucauld, además de mostrar su conocimiento del escritor Jean-Paul).
2. Filosofía. — Cero.
3. Astronomía. — Cero.
4. Política. — Ligeros.
5. Botánica. — Desiguales. Al corriente sobre la belladona, opio y venenos en general (puede distinguir el lugar de cultivo de la planta, día y tiempo de consumo estudiando una colilla de cigarro). Ignora todo lo referente a los cultivos prácticos y jardinería.
6. Geología. — Conocimientos prácticos, pero limitados. Distingue de un golpe de vista las clases de tierras. Después de sus paseos por Londres puede, debido al color y consistencia, definir de qué parte de la ciudad es cada una de las manchas de barro en su pantalón.
7. Química. — Profundos.
8. Anatomía. — Exactos, pero no sistemáticos.
9. Literatura sensacionalista. — Inmensos. Parece conocer con todo detalle los crímenes perpetrados en el siglo XIX.
10. Música. — Toca bien el violín.
11. Combate. — Experto boxeador y esgrimista de palo y espada. (Sin embargo, en La aventura de la casa deshabitada, de 1901, Arthur Conan Doyle menciona que Holmes tenía algún conocimiento de «baritsu», refiriéndose al bartitsu, arte marcial ecléctico enfocado a la defensa personal que fue desarrollado en Inglaterra entre 1898 y 1902).
12. Leyes. — Tiene conocimientos prácticos de las leyes británicas.[9]

Sin embargo, el doctor Watson realizó esta calificación al poco de empezar a vivir con Holmes y, como se demuestra posteriormente, el detective posee conocimientos sobre, por ejemplo, astronomía. Esto se puede observar en El ritual de Musgrave (donde Holmes habla de conseguir la ecuación personal, como lo llaman los astrónomos), en La aventura de los planos de Bruce-Partington (compara la visita que les hace Mycroft Holmes al 221B de Baker Street con un planeta abandonando su órbita) y en El intérprete griego (Holmes charla sobre las causas de los cambios en la oblicuidad de la eclíptica).

## Libros

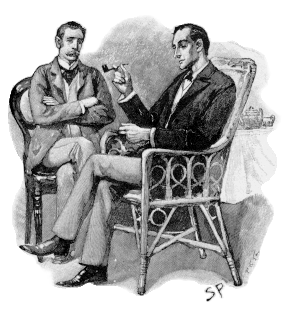
Sherlock Holmes y el doctor John H. Watson; ilustración de Sidney Paget para The Strand Magazine (1893).

La amplia bibliografía de Sherlock en la que se relatan las aventuras de Sherlock Holmes y su compañero Watson, conocida en su conjunto como «canon holmesiano», consta de cuatro novelas y cincuenta y seis relatos recogidos en varios tomos:

### Colecciones de relatos
- Las aventuras de Sherlock Holmes (1892)
- Memorias de Sherlock Holmes (1894)
- El regreso de Sherlock Holmes (1903)
- Su última reverencia (1917)
- El archivo de Sherlock Holmes (1927)

### Novelas
- Estudio en escarlata (1887)
- El signo de los cuatro (1890)
- El sabueso de los Baskerville (1901-1902)
- El valle del terror (1914-1916)

### Películas y televisión
- Sherlock Holmes Baffled (1900)
- Sherlock Holmes (1916)
- Sherlock Holmes (1922)
- The Hound of the Baskervilles (1939)
- The Adventures of Sherlock Holmes (1939)
- Sherlock Holmes and the Voice of Terror (1942)
- Sherlock Holmes and the Secret Weapon (1942)
- Sherlock Holmes in Washington (1943)
- Sherlock Holmes Faces Death (1943)
- The Spider Woman (1944)
- The Scarlet Claw (1944)
- The Pearl of Death (1944)
- The House of Fear (1945)
- The Woman in Green (1945)
- Pursuit to Algiers (1945)
- Terror by Night (1946)
- Dressed to Kill (1946)
- El sabueso de los Baskerville (1959)
- A Study in Terror (1965)
- The Private Life of Sherlock Holmes (1970)
- Asesinato por decreto (1979)
- Sherlock Holmes (serie de televisión, 1984-1994)
- Young Sherlock Holmes (1985)
- Without a Clue (1988)
- Sherlock Holmes en el siglo XXII (serie animada, 1999-2001)
- Sherlock Holmes (2009)
- Sherlock (serie de televisión, 2010-2017)
- Sherlock Holmes: Juego de sombras (2011)
- Elementary (serie de televisión, 2012-2019)
- Mr. Holmes (2015)
- Holmes and Watson (2018)
- Enola Holmes (2020)
- Enola Holmes 2 (2022)

#### Principales actores que han protagonizado a Sherlock Holmes
- Basil Rathbone (serie de películas estadounidenses entre 1939 y 1946)
- Vasily Livanov (Las aventuras de Sherlock Holmes y del doctor Watson, 1979-1986)
- Peter Cushing (The Masks of Death, 1984)
- Jeremy Brett (Sherlock Holmes, 1984-1994)
- Robert Downey Jr. (dos películas británico-estadounidenses, 2009 y 2011)
- Benedict Cumberbatch (Sherlock, 2010-2017)
- Jonny Lee Miller (Elementary, 2012-2019)
- Ian McKellen (Mr. Holmes, 2015)
- Will Ferrell (Holmes and Watson, 2018)
- Henry Cavill (Enola Holmes, 2020)

## Cronistas

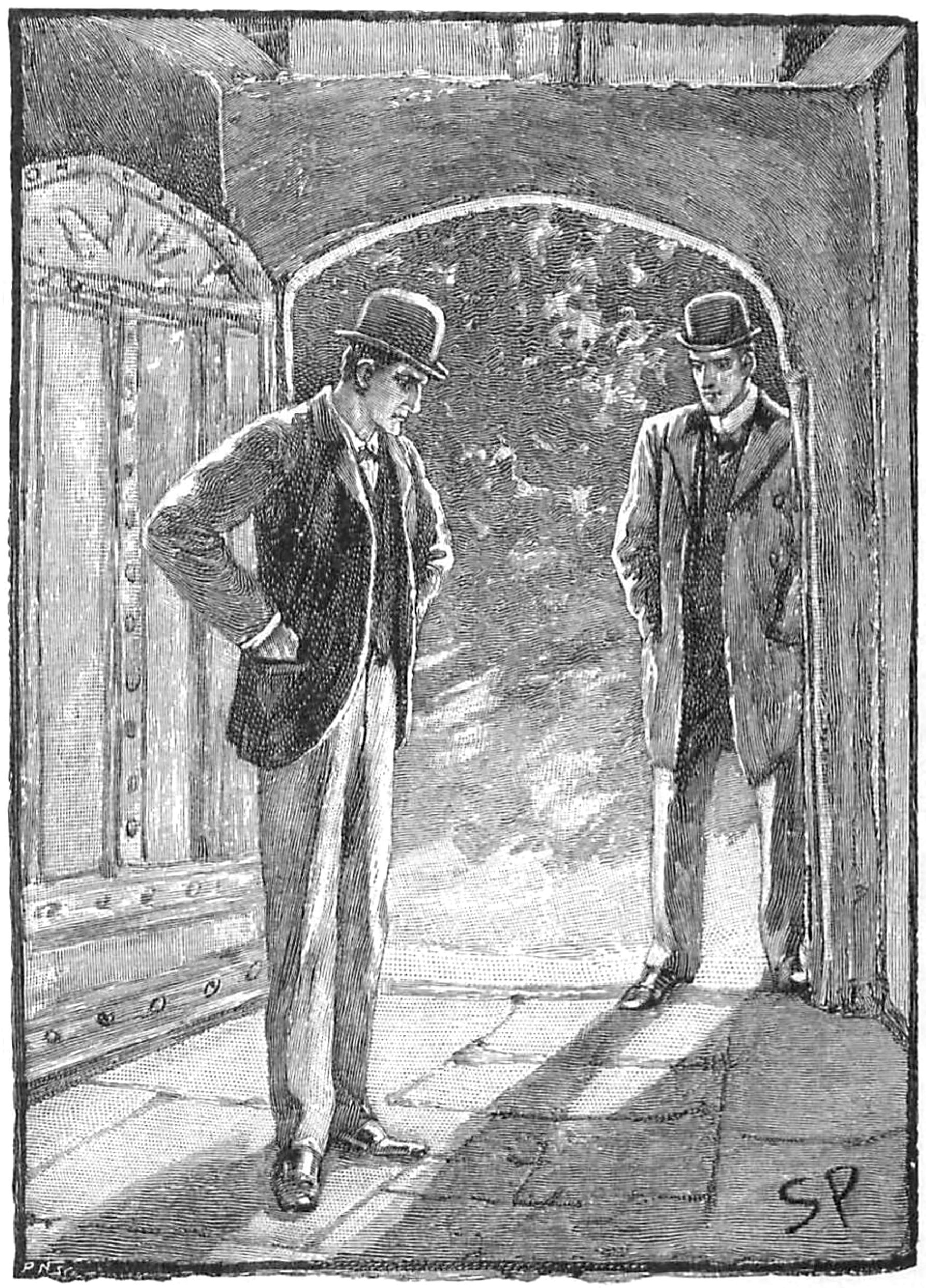
'The Musgrave Ritual'Illustracion hecha por Sidney Paget en 1893.

La mayoría de las aventuras y relatos de Sherlock Holmes están narradas por su amigo el doctor J. H. Watson, a excepción de seis relatos en particular. La aventura de la melena del león y La aventura del soldado de la piel descolorida están narrados por un narrador protagonista, ya que es Holmes quien cuenta lo sucedido desde su perspectiva, o sea, la de personaje principal de los relatos. La piedra de Mazarino es una de las últimas experiencias del afamado detective, y está narrada por un narrador omnisciente al igual que Su último saludo en el escenario. Tanto La corbeta Gloria Scott como El ritual de los Musgrave son casos policiales anteriores a la asociación entre el doctor Watson y el señor Sherlock Holmes, y en ellas se deja ver que, a pesar de que Watson las escribió, fue Holmes quien se las contó a título anecdótico de sus primeros tiempos como detective. El resto de sus aventuras y relatos sí fueron narrados por el doctor John H. Watson.
Sherlock Holmes siempre criticaba a su compañero de aventuras porque, según Holmes, en sus relatos, los hechos significativos se mezclaban con detalles que, al ser innecesarios, distraen de los detalles objetivos que llevan a la resolución del caso. Sin embargo, en cuanto se ve él mismo en la tesitura de redactar sus aventuras, reconoce que el asunto tiene sus dificultades y que tal vez juzgó con demasiada severidad la redacción «florida» de Watson.

## Sherlock Holmes como icono popular

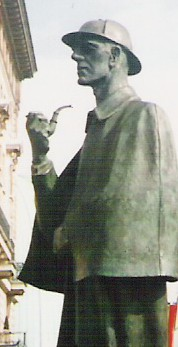
Estatua de Sherlock Holmes en Londres (Reino Unido)

Sherlock Holmes ha sido llevado muchas veces al cine y al teatro y también aparece en novelas, relatos, historietas, dibujos animados y series de televisión, con los más diversos grados de fidelidad al espíritu del personaje que es ya todo un icono de la cultura popular.
Entre los actores más aplaudidos se encuentran Robert Downey Jr., Benedict Cumberbatch, Basil Rathbone, quien, con Nigel Bruce, constituyeron el ícono referencial en el ámbito del cine; Peter Cushing, Robert Stephens y Jeremy Brett, quizás el mejor Sherlock Holmes de la pequeña pantalla debido a su grado de fidelidad en Las Aventuras de Sherlock Holmes.
Entre las historietas, destacan versiones cómicas como las españolas Las extrañas aventuras de Sherlock López y Watso de Leche (1943) de Gabriel Arnao Crespo o Sir Tim O'Theo (1970) de Raf. También apareció brevemente en el 50 aniversario de Detective Comics (número 572, agosto de 1980) junto a Batman, el personaje más popular de la publicación (y cuyo método deductivo guarda a veces similitudes con el personaje de Conan Doyle).
En cuanto a las novelas, Sherlock Holmes vuelve a aparecer como personaje secundario en la saga Sherlock Holmes y los Irregulares de Baker Street. Las novelas, escritas por Tracy Mack y su esposo Michael Citrin, se centran en el grupo de huérfanos (Los Irregulares de Baker Street), quienes ayudan a Holmes en varias de las novelas originales.
En 1994 se estrena en Japón el manga Detective Conan (en honor al nombre del autor), cuyo protagonista utiliza los mismos métodos que Sherlock Holmes.
En 2004 Holmes ha sido tomado como gran fuente de inspiración en la serie televisiva estadounidense House, sobre el irreverente doctor del mismo nombre, especialista en diagnóstico médico. Holmes no solo comparte con House parecido en el nombre, sino también su personalidad excéntrica y unos métodos muy similares a la hora de resolver sus casos. Como un guiño a los espectadores, los guionistas alojan al Dr. House en el 221B, también comparte la dependencia a las drogas (Vicodine/cocaína al 7%). Su mejor amigo, James Wilson, también comparte similitud en el nombre con John Watson, amén de tener la misma profesión, la de médico.
En 2008 se comenzó a publicar Hidan no Aria, una serie de novelas ligeras de acción y comedia que posteriormente fueron adaptadas a manga y anime, cuya coprotagonista, Aria H. Kanzaki, es la bisnieta de Holmes.
En diciembre del 2009 se estrenó la nueva película sobre las aventuras de Sherlock Holmes dirigida por Guy Ritchie y que cuenta con la participación de Robert Downey Jr. (Holmes), Jude Law (Watson) y Rachel McAdams (Adler).
Del 2010 a la fecha, la BBC produjo una miniserie de doce episodios sobre Sherlock Holmes, tres por temporada, titulada Sherlock aunque ambientada en la actualidad. La miniserie cuenta con la participación de Benedict Cumberbatch como Sherlock Holmes, y Martin Freeman como Watson.
La primera temporada de la miniserie consta de tres episodios, al igual que la segunda y la cuarta, la tercera consta también de tres episodios más un episodio especial titulado "The Abominable Bride", aún no se sabe si habrá una quinta temporada.
En 2012, la cadena televisiva CBS inició una nueva serie, Elementary, donde un Sherlock Holmes (Jonny Lee Miller) en el presente año se muda a Nueva York después de estar en rehabilitación por un problema con drogas. En esta serie, se presenta a Watson como una mujer, la excirujana Joan Watson (Lucy Liu).
En 2012 se estrenó en España Holmes & Watson. Madrid Days de José Luis Garci. La historia trata sobre un viaje del detective y su acompañante a la capital de España, Madrid. Aquí tratarán de averiguar si Jack el Destripador se encuentra en la ciudad.
En 2012 el grupo de SM Entertainment, SHINee, publicó su canción titulada "Sherlock", dicho video musical muestra a los 5 miembros del grupo resolviendo un misterio sobre una joyería perdida.
En 2015 se estrenó Mr. Holmes, dirigida por Bill Condon, en la que se cuenta la vida de un avejentado Sherlock en 1947, con 93 años de edad, disfrutando su retiro criando abejas e intentando resolver el enigma del caso que le hizo abandonar su profesión 35 años atrás. Sherlock está interpretado por Ian McKellen.
En 2018 se estrenó Holmes and Watson, una película de comedia que se aleja bastante de la fuente literaria del personaje. En dicha cinta Holmes es interpretado por Will Ferrell y Watson por John C. Reilly.

### Museo de Sherlock Holmes
En Londres existe un museo dedicado a recrear el apartamento que se describe en la obra de Doyle. Está ubicado en el 221 de la calle Baker Street, exactamente la misma dirección que se menciona en las famosas novelas.
En él se puede visitar el estudio, la recámara, inclusive el baño en el que supuestamente pasaban sus días Sherlock Holmes y el Dr. Watson. Hay también recreaciones con maniquíes de algunas escenas de las novelas.

## Sherlock Holmes y los escritores
Muchos autores han dedicado líneas al célebre detective.
- Borges escribió a propósito de su admirado personaje inglés:

No salió de una madre ni supo de mayores.

Idéntico es el caso de Adán y de Quijano.

Está hecho de azar. Inmediato o cercano

lo rigen los vaivenes de variables lectores. [...]

Pensar de tarde en tarde en Sherlock Holmes es una

de las buenas costumbres que nos quedan. La muerte

y la siesta son otras. También es nuestra suerte

convalecer en un jardín o mirar la luna.

- Enrique Jardiel Poncela hace una parodia de Sherlock Holmes en su libro Para leer mientras sube el ascensor.

- Stephen King incluye una historia corta titulada «El caso del Doctor» en su libro Pesadillas y Alucinaciones.

- Brittany Cavallaro Crea una serie de libros sobre los antepasados de Sherlock Holmes y Watson en la actualidad. Esta serie de novelas se llama Charlotte Holmes Novel Series.

- Blas Matamoro recrea la relación entre Holmes y Watson en Los bigotes de la Gioconda.[15]

## Sherlock Holmes en la radio
En Estados Unidos se emitió una serie radiofónica sobre Sherlock Holmes llamada The New Adventures of Sherlock Holmes (Las nuevas aventuras de Sherlock Holmes), que duró durante nueve temporadas. Se emitió desde el 2 de octubre de 1939 al 14 de junio de 1950.

## Curiosidades de los relatos de Sherlock Holmes
Hay un texto repetido en dos relatos diferentes, este fenómeno sucede en ediciones tanto europeas como americanas. Es en cuestión la famosa frase de Sherlock Holmes que reza "Todas las guerras son inútiles y solo sirven para sembrar dolor y miseria". Esta misma frase surge en dos relatos de Sir Arthur Conan Doyle donde los dice el mismo protagonista: La aventura de la caja de cartón y El paciente interno. El traductor del libro Aventuras de Sherlock Holmes, Más aventuras de Sherlock Holmes, Memorias de Sherlock Holmes, llamado Esteban Riambau, afirma que no es un fallo del autor sino todo lo contrario debido a que uno de sus relatos se podría considerar "demasiado fuerte" y podría ser censurado decidió crear dos relatos donde el mensaje principal se pudiera perpetuar sin la necesidad de repetición.